# Empfertshausen
Empfertshausen é um município da Alemanha, situado no distrito de Wartburg, no estado da Turíngia. Tem 4,87 km² de área, e sua população em 2019 foi estimada em 546 habitantes.